# Tarraby
Tarraby is een plaats in het Engelse graafschap Cumbria. Het dorp ligt op 1,5 mijl (2,5 km) ten noordnoordoosten van Carlisle en maakt deel uit van de civil parish Stanwix Rural.
Tot de 18e eeuw maakte het dorp deel uit van de manor van Houghton en Tarraby. Rond 1764 verkocht Lord of the Manor Sir William Dalston het aan de inwoners. Bij de census van 1851 telde het dorp 150 inwoners.

## Muur van Hadrianus
De muur van Hadrianus liep, evenwijdig aan de B6264, door het dorp Tarraby. In een veld in Tarraby werden in 1976 bij een geofysisch onderzoek restanten van deze Romeinse grensmuur gevonden. Twee lagen van de fundering en een groot deel van de stenen binnenvloer van mijlkasteel 65 werden intact aangetroffen.